# Microsoft Outlook
Outlook от Microsoft — персональный информационный менеджер с функциями почтового клиента и Groupware компании Microsoft.
Помимо функций почтового клиента для работы с электронной почтой, Microsoft Outlook является полноценным органайзером, предоставляющим функции календаря, планировщика задач, записной книжки и менеджера контактов. Кроме того, Outlook позволяет отслеживать работу с документами пакета Microsoft Office для автоматического составления дневника работы.
Не следует путать Outlook с продуктом Outlook Express. Outlook Express — это бесплатный клиент электронной почты, встроенный в большинство версий Windows, выпущенных в период с 1998 года по 2003 годы. В Windows Vista Outlook Express заменён на Почта Windows, в Windows 7 Почта Windows отсутствует и вместо неё можно установить пакет программ Windows Essentials, одним из компонентов которого является программа Почта Windows Live. Начиная с Windows 8 и выше Почта Windows вновь возвращена, но уже в качестве Metro/UWP приложения.
Также существует веб-почта «Outlook.com», позволяющая просматривать и отправлять почту без необходимости устанавливать Outlook.

## Описание
Microsoft Outlook может использоваться как отдельное приложение, так и выступать в роли клиента для почтового сервера Microsoft Exchange Server, что предоставляет дополнительные функции для совместной работы пользователей одной организации: общие почтовые ящики, папки задач, календари, конференции, планирование и резервирование времени общих встреч, согласование документов. Microsoft Outlook и Microsoft Exchange Server являются платформой для организации документооборота, так как они обеспечены системой разработки пользовательских плагинов и скриптов, с помощью которых возможно программирование дополнительных функций документооборота (и не только документооборота), не предусмотренных в стандартной поставке.

### Дополнения и надстройки
Диспетчер деловых контактов — надстройка для MS Office Outlook 2003, поставляемая вместе с Microsoft Office System 2003. В «Диспетчере деловых контактов» можно управлять деловыми контактами, счетами и возможными продажами, также могут содержаться дополнительные сведения (например, вложения, рисунки, деловые заметки и сведения о продукции) — это помогает объединять сведения о деловых контактах со сведениями о встречах, задачах, напоминаниях, а также взаимодействовать с другими программами Microsoft Office, например Office Excel 2003 или Microsoft Word.
Microsoft Office Outlook-Preview — программа просмотра (интерфейс разработан специально для Windows Phone 8 и Windows 8).

## Версии
Версии, выпущенные для операционной системы Microsoft Windows:
| Версия | Наименование | Дата релиза      | Дополнительные сведения                                             |
| ------ | ------------ | ---------------- | ------------------------------------------------------------------- |
| 8      | Outlook 97   | 16 января 1997   | Распространялся в составе Office 97, а также Exchange Server 5.5    |
| 8.5    | Outlook 98   | 21 июня 1998     |                                                                     |
| 9      | Outlook 2000 | 27 июля 1999     | Распространялся в составе Office 2000, а также Exchange Server 2000 |
| 10     | Outlook 2002 | 31 мая 2001      | Распространялся в составе Office XP                                 |
| 11     | Outlook 2003 | 20 ноября 2003   | Распространялся в составе Office 2003, а также Exchange Server 2003 |
| 12     | Outlook 2007 | 27 января 2007   | Распространялся в составе Office 2007                               |
| 14     | Outlook 2010 | 15 июля 2010     | Распространяется в составе Office 2010                              |
| 15     | Outlook 2013 | 29 января 2013   | Распространяется в составе Office 2013                              |
| 16     | Outlook 2016 | 22 сентября 2015 | Распространяется в составе Office 2016                              |
| 16     | Outlook 2019 | 24 сентября 2018 | Распространяется в составе Office 2019                              |
| 16     | Outlook 2021 | 5 октября 2021   | Распространяется в составе Office 2021                              |

Outlook Store — специальная бесплатная версия Outlook для Windows 8, Windows 8.1 и Windows 10. Работа поддерживается только с учётными записями Microsoft, в то время как стандартный Outlook из Office поддерживает работу с любыми учётными записями.
Microsoft также выпустила несколько версий Outlook под macOS. После выхода Outlook 98, на платформе Mac его заменял Microsoft Entourage. Впоследствии Microsoft в Office for Mac 2011 снова заменила Entourage на Outlook. Также есть Outlook для Windows Phone, iOS, Android и облачная версия Outlook.com, доступная для всех платформ.

## Аналоги
Аналогами Microsoft Outlook являются:
- Открытая почтовая программа Mozilla Thunderbird, с дополнением Lightning (требуется для работы календаря).
- Проприетарная программа LeaderTask.
- The Bat!